# Tianjin Open 2016
Il Tianjin Open 2016 è stato un torneo di tennis giocato sul cemento. È stata la terza edizione del torneo, che fa parte della categoria WTA International nell'ambito del WTA Tour 2016. Si è giocato a Tientsin, in Cina, dal 10 al 16 ottobre 2016.

## Partecipanti

### Teste di serie
| Nazionalità | Giocatore           | Ranking* | Testa di serie |
| ----------- | ------------------- | -------- | -------------- |
| Polonia     | Agnieszka Radwańska | 3        | 1              |
| Russia      | Svetlana Kuznetsova | 7        | 2              |
| Russia      | Elena Vesnina       | 20       | 3              |
| Ungheria    | Tímea Babos         | 26       | 4              |
| Porto Rico  | Mónica Puig         | 28       | 5              |
| Kazakistan  | Yulia Putintseva    | 33       | 6              |
| Cina        | Zhang Shuai         | 36       | 7              |
| Kazakistan  | Yaroslava Shvedova  | 39       | 8              |

* Ranking al 3 ottobre 2016

### Altre partecipanti
Giocatrici che hanno ricevuto una wild card:
- Peng Shuai
- Wang Yafan
- Xu Yifan

Giocatrici passate dalle qualificazioni:

- Chang Kai-chen
- Andrea Hlaváčková
- Lucie Hradecká
- Liu Fangzhou
- Shelby Rogers
- Nina Stojanović

## Campionesse

### Singolare
Peng Shuai ha sconfitto in finale  Alison Riske con il punteggio di 7–6(3), 6–2.
- È il primo titolo in carriera per Peng.

### Doppio
Christina McHale /  Peng Shuai hanno sconfitto in finale  Magda Linette /  Xu Yifan con il punteggio di 7–6(8), 6–0.